# Jan Brewer
Pour les articles homonymes, voir Brewer.
Janice Kay Brewer, dite Jan Brewer, née Drinkwine le 26 septembre 1944 à Hollywood (Californie), est une femme politique américaine, membre du Parti républicain et gouverneur de l'Arizona de 2009 à 2015.

## Biographie

### Carrière politique
Jan Brewer est membre de la législature de l'Arizona, d'abord comme représentante de 1983 à 1986, puis comme sénatrice de 1987 à 1993. Elle est ensuite élue secrétaire d'État de l'Arizona en 2003.

### Gouverneur de l'Arizona
En novembre 2008, le gouverneur de l'Arizona, Janet Napolitano accepte le poste de secrétaire à la Sécurité intérieure des États-Unis dans le cabinet du président Barack Obama. Quand sa nomination devient effective le 21 janvier 2009, Jan Brewer devient alors vingt-sixième gouverneur de l'Arizona (ou vingt-deuxième si l'on compte pour un seul George W. P. Hunt, gouverneur à quatre reprises et Thomas Edward Campbell qui le fut deux fois), la troisième femme à occuper le poste consécutivement après Jane Dee Hull et Janet Napolitano, ainsi que la quatrième femme en tout (avec Rose Mofford en plus des précédentes).
Elle est sous le feu des projecteurs au niveau national en 2010 en raison de la loi Arizona SB 1070 sur l'immigration irrégulière.
Elle instaure également, par un ordre exécutif du 2 février 2010, la Policy on Climate Change de l'Arizona (Politique sur le changement climatique), qui vise à réduire les émissions de gaz à effet de serre tout en maintenant la croissance et la compétitivité de l'économie de l'Arizona. Dans le même ordre exécutif, elle retire l'Arizona du Western Climate Initiative visant à réduire ces mêmes émissions de gaz à effet de serre . Par ailleurs, la commission de 15 membres créée par cet ordre compte des représentants de l'industrie, mais aucun scientifique.
Candidate à un nouveau mandat, elle est cette fois-ci élue le 2 novembre 2010 en obtenant 54,33 % des voix face au démocrate Terry Goddard.
En février 2014, elle met son veto à une loi autorisant les commerçants de l'Arizona à refuser le service aux personnes homosexuelles. Bien que connue pour ses positions jugée ultra-conservatrices, elle affirme penser que cette loi peut « causer plus de dégâts qu'elle ne propose d'en régler et diviser l'Arizona de façon inimaginable » et invoque le principe de « non-discrimination ». Elle ne se représente pas en novembre 2014 et laisse la place au républicain Doug Ducey le 5 janvier 2015.